# Santa Rosa (Laguna)
Santa Rosa (ilo. Ciudad ti Santa Rosa, tag. Lungsod ng Santa Rosa) – miasto na Filipinach w regionie CALABARZON, w środkowej części wyspy Luzon.
W 2010 roku liczyło 284 670 mieszkańców.